# Teenage Mutant Ninja Turtles (datorspel 2003)
Teenage Mutant Ninja Turtles är ett datorspel i beat 'em upgenren, släppt 2003 av Konami. Det är baserat på 2003 års TV-serie av Teenage Mutant Ninja Turtles. Spelet är löst baserat på första säsongens avsnitt "Things Change" ("Förändringar"), "A Better Mouse Trap" ("Den bästa råttfällan"), "Attack of the Mousers" ("Musjägarna anfaller"), "Meet Casey Jones", ("Hämndbegär"), "Nano" ("Nano"), "Darkness on the Edge of Town" ("Svärdet"), "The Way of Invisibility" ("Vägen till osynlighet"), "Notes From the Underground" ("Anteckningar från underjorden"), del 1-3), och "Return to New York" (del 1-3), samt en bana som inte är baserad på serien.

## Spelet
Spelaren kan kontrollera antingen Leonardo, Donatello, Michelangelo eller Raphael. Spelet innehåller även "story mode" för en eller två, och en man-mot-man-variant där man kan välja mellan alla fyra sköldpaddorna, Splinter, Casey Jones, Hamato Yoshi, Turtlebot, Hun, Oroku Saki och Shredder. Det går också att hitta "Challenge mode" genom att slå Oroku Saki med vilken sköldpadda i "story mode".

### Fotnoter
1. ↑  ”Teenage Mutant Ninja Turtles” (på engelska). Mobygames. 17 mars 1991. http://www.mobygames.com/game/teenage-mutant-ninja-turtles-. Läst 1 december 2015.